# Зеленогуша овесарка
Зеленогушата овесарка (Emberiza cirlus) е птица от семейство Чинкови (Fringillidae). Среща се и в България.

## Физически характеристики
Зеленогушата овесарка е малко по-голяма от домашното врабче – около 15-16 cm. Тя има наситена концентрация на зелен цвят в областта на главата, врата и гърдите. Мъжкият има характерни черно гърло и презочна ивица, която разделя жълтите страни на главата на две части. Коремът е жълт, а гърдите маслиненозелени. Женските могат да се сбъркат с жълтата овесарка, но ивиците по лицето са по-ясно изразени и контрастират със светлото лице. Кръстът е зеленикав, а не ръждив. По крилата се смесват цветове жълто-зелено, но най-вече сивокафяв цвят.

## Разпространение
Обитава Западна и Южна Европа, островите в Средиземно море и Северна Африка. Изолирана популация обитава графство Девън в Англия. Среща се почти в цяла България. През летния сезон предпочита по високите надморски височини, където и гнезди. През зимата най-често се забелязва по полетата, за да търси храна.

## Начин на живот и хранене
Неслучайно семейството е наречено овесарки – почти всички овесарки, както и зеленоглавата, се хранят с овесени и житни семена.

## Размножаване
Предпочитаната от тях по-висока надморска височина подсказва, че гнездят там. Гнездата си правят най-често по шипкови храсти или в клоните на дива слива.

## Допълнителни сведения
Зеленогушата овесарка е застрашен вид. Ловенето и продажбата са забранени в България.